# 奥武島 (沖縄県名護市)
奥武島（おうじま）は、沖縄県名護市に属する無人島である。名護市街地から約8km北西にあり、沖縄本島と屋我地島の間に位置している。

## 概要
面積0.25km2の島で、中央部を沖縄県道110号線（真喜屋交差点より）が通っており、沖縄本島とは奥武橋（1953年架橋）、屋我地島とは屋我地大橋でそれぞれ結ばれているが、道沿いに墓地が幾つか存在するだけで人は住んでいない。もともと死者のための島として、墓参に訪れる以外は渡島が禁じられ、かつて島内には墓地が多数存在していた。
名護市中心部と屋我地島を結ぶ琉球バス交通・沖縄バスの路線バスが島内を通るが、島内には停留所は設置されていないので、沖縄本島側の奥武橋付近にある奥武橋バス停が島の最寄りバス停である。